# مکس وولف (ژیمناست)
مکس وولف (انگلیسی: Max Wolf) ژیمناست اهل ایالات متحده آمریکا بود. از افتخارات وی میتوان به کسب مدال نقره در بخش تیمی در بازی‌های المپیک تابستانی ۱۹۰۴ اشاره کرد.